# Pál Nyáry
Pál Nyáry, född 27 februari 1805 i Nyáregyháza, Kungariket Ungern, Kejsardömet Österrike, 
död 21 april 1871 i Pest, Österrike-Ungern, var en ungersk politiker. 
Nyáry tog 1848–49 en livlig andel i resningen mot Österrike och blev inrikesminister, men motsatte sig Lajos Kossuths antimonarkiska strävanden. Efter resningens slut hölls han flera år i fängelse, frigavs sedermera på grund av den utfärdade allmänna amnestin och stod sedan 1861 åter bland oppositionens ledare. Han begick självmord.